# 火神发动机

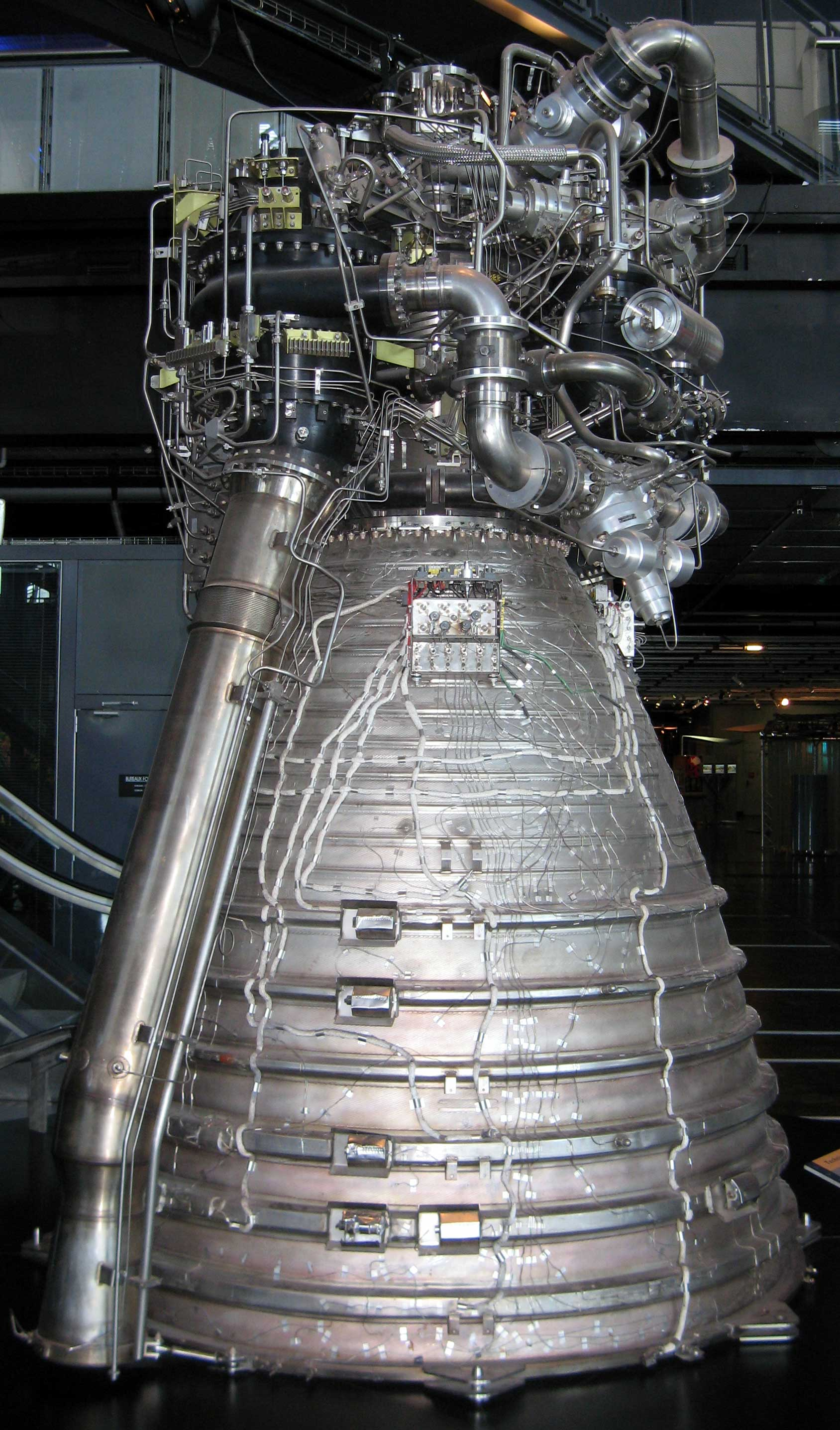
博物馆中的火神发动机

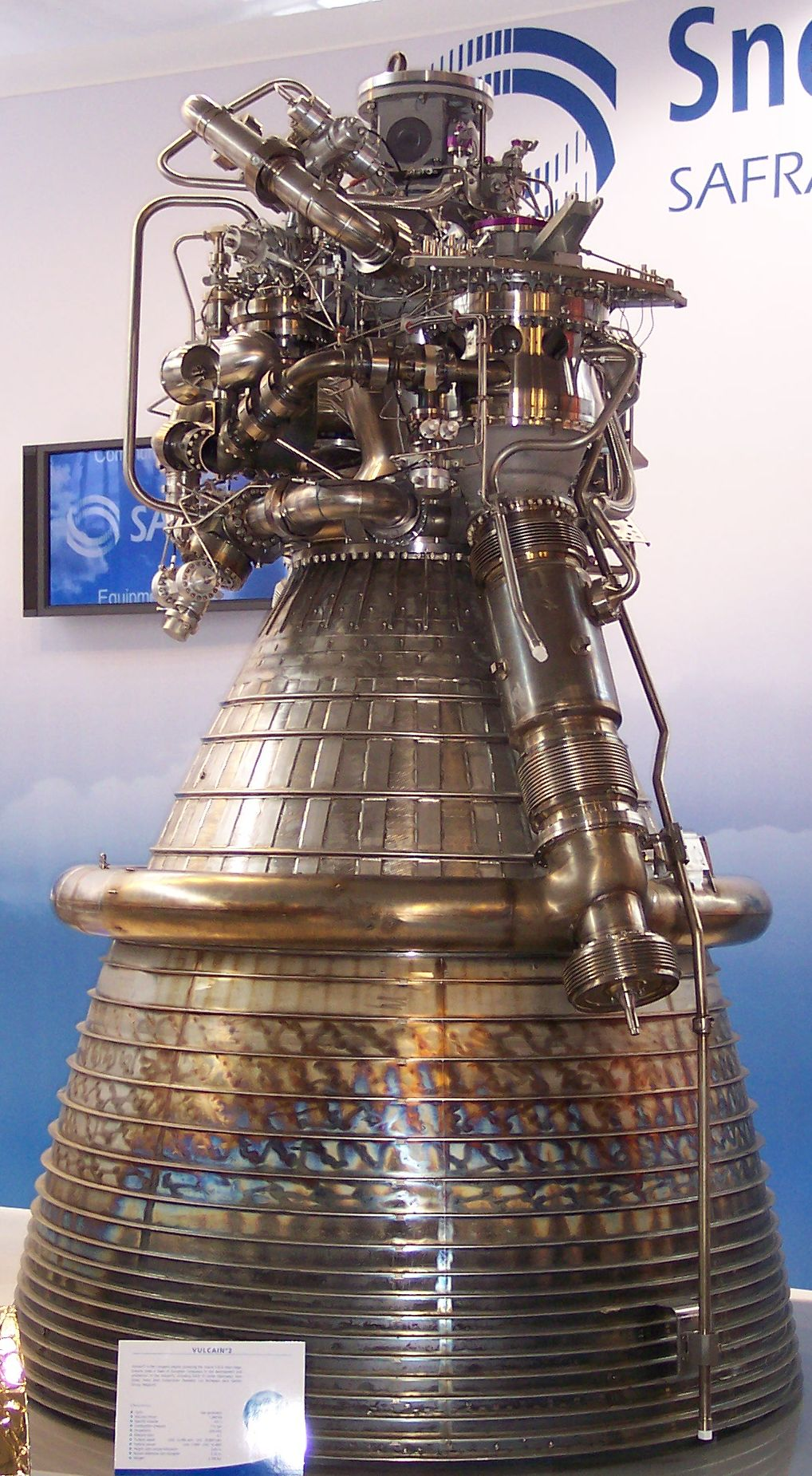
火神2号发动机

火神2号发动机试车，2004年5月

火神发动机（Vulcain）是一種主要用於欧空局阿丽亚娜五号火箭作為其一級推進的低溫火箭發動機系列，由法國的航太設備製造商斯奈克瑪（Snecma，本身是賽峰集團的子公司）開發製造。

## 历史
火神发动机的研发始于1988年，在欧空局的协助下随阿丽亚娜五号火箭同时研究。1996年，发动机随阿丽亚娜501号飞行首飞，首飞失败，但不是发动机造成的。第一次成功飞行是1997年的502号飞行。2002年，升级版的火神2号发动机推力增大了20%。新版发动机随517号飞行升空，由于发动机故障导致飞行失败。事后调查认为事故诱因是火箭超载。随后，发动机喷管经过重新设计，增加了结构并加强的管壁的热防护。增加了液氢冷却剂的流量，并对冷却管受热面增加了热防护。部分改造后的火神2号发动机在521号飞行中成功升空。

### 未来发展
对发动机改造的提案很多，但目前没有计划升级发动机。
2007年6月17日，沃尔沃航空公司宣布2008年春季将实施一次采用了新“夹层”技术制造的火神2发动机喷管的热试车。

## 概览
|            | 火神    | 火神2号 |
| 真空推力   | 1120 kN | 1340 kN |
| 海平面推力 | 800 kN  | 900 kN  |
| 室压       | 114 bar | 117 bar |
| 膨胀比     | 45:1    | 60:1    |
| 标称比冲   | 433 s   | 431 s   |

火神发动机是采用燃气发生器循环的氢氧发动机，管壁采用再生冷却技术。火神2号在喷管较低部位（涡轮废气注入的部位）引入膜冷却技术。发动机驱动阿丽亚娜五号第一级，主低温级(EPC)提供离地推力的8%。 （其余推力有两台固体助推器提供）发动机工作时间为600 s。 高度3 m，直径1.76 m，重量1686 kg，最新版本推力137 吨。液氧涡轮泵转速13600 rpm，功率3 MW，质量流速235 kg/s；液氢涡轮泵转速34000 rpm，功率12 质量流速41.2 kg/s。

## 承包商
火神发动机的主要承包商是法国的斯奈克玛公司，也负责液氢涡轮泵。液氧涡轮泵由意大利Avio公司，驱动涡轮泵的燃气泵和喷管由瑞典的沃尔沃公司负责。

### 可比发动机
- RS-68